# Setaria alonsoi
Setaria alonsoi är en gräsart som beskrevs av Pensiero och A.M.Anton. Setaria alonsoi ingår i släktet kolvhirser, och familjen gräs. Inga underarter finns listade i Catalogue of Life.